# Пасиватор
Пасиватор (рос. пассиватор, англ. sequestering agent) — у хімії води — речовина, що зв'язує речовини, які визначають твердість води, і запобігає осадженню твердих солей. Її дія приводить до прояснення в розчині мила.